# أخولة
أخولة هي قرية في مقاطعة تبريز، إيران. عدد سكان هذه القرية هو 2,351 في سنة 2006.